# Stanley Rosen
Stanley Rosen (né le 29 juillet 1929 à Cleveland dans l’Ohio, mort le 4 mai 2014) est un philosophe américain. Il s’intéresse à la métaphysique, à la philosophie politique et à l’histoire de la philosophie occidentale.
Stanley Rosen a été l’élève de Leo Strauss à l’Université de Chicago, où il a rédigé une thèse sur Spinoza. Il a également eu comme maître Alexandre Kojève. Il a été professeur titulaire de la chaire Borden Parker Bowne de l’Université de Boston.

## Biographie
Rosen est né à Cleveland, dans l'Ohio. Sa famille est d'origine juive. Il a étudié avec Leo Strauss et, sous les auspices de ce dernier, avec Alexandre Kojève à Paris. Il a effectué son travail postdoctoral à l'American School of Classical Studies à Athènes et est devenu Evan Pugh Professor of philosophy à Penn State University, puis Borden Parker Bowne Professor of Philosophy à Boston University. Il a été chargé de cours à l'université de Barcelone, à l'université de Louvain(Cardinal Mercier Lectureship), à l'université de Toronto (Priestley Lectureship) et à l'Institut catholique de Paris (Gilson Lectureship). Il a été président de la Metaphysical Society of America en 1991.

## Œuvre
Les deux premiers livres de Rosen, une étude du Banquet de Platon et Nihilism : A Philosophical Essay, représentent ses préoccupations constantes. D'une part, il revient continuellement aux racines de la tradition philosophique, en particulier à Platon, et, d'autre part, il réfléchit à la philosophie moderne et postmoderne en se confrontant à leurs représentants les plus puissants. La caractéristique la plus remarquable de cet engagement est la justice rendue aux deux principaux courants de la philosophie contemporaine, le mouvement continental et le mouvement analytique, représentés par leurs membres les plus influents, Heidegger et Wittgenstein, comme préparation à la critique et aux propositions positives de Rosen.
L'un des thèmes centraux de l'œuvre de Rosen est l'affirmation selon laquelle les discours extraordinaires de la philosophie n'ont d'autre fondement que la compréhension intelligente des caractéristiques de la vie ordinaire ou de l'existence humaine. Ce thème a été traité en profondeur dans son ouvrage de 2002, The Elusiveness of the Ordinary.
Rosen avait épousé une Française, Françoise, en 1955 ; ils ont eu trois enfants et quatre petits-enfants.